# Juliane Langberg
Juliane Fredrikke Langberg, född 1856 i Oslo, död 1930, var en norsk målare.
Langberg studerade bland annat för Harriet Backer, i Paris, på Madeira och på Kanarieöarna. Hon är representerad vid Nasjonalgalleriet i Oslo med en interiörbild från Gamle Akers kyrka (1905) och ett gatumotiv från Madeira (1912).